# Liridon Leçi
Liridon Leçi, född 11 februari 1985 i Pristina, Jugoslavien, är en kosovoalbansk professionell fotbollsspelare (försvarare) och ertappad matchfixare som spelar för FC Prishtina.

## Karriär
Leçi började sin fotbollskarriär i KF Prishtina i Kosovo. Därifrån flyttade han 2006 till Albanien och  klubben KS Elbasani där han stannade en säsong. Säsongen 2007-08 spelade han sedan för KS Flamurtari Vlora varifrån han i juni 2008 flyttade vidare till KS Besa Kavajë. I augusti 2008 provspelade han för tyska VfL Osnabrück vilket dock inte ledde till något kontrakt.
Efter två år i BESA Kavaja, med en andraplats i ligan 2010 och en cupseger samma år som största framgångar, värvades Leçi av KS Kastrioti Kruja. Detta föregått av en kort utlåning till KS Vllaznia, också de i den albanska ligan.
På nyåret 2011 stod det klart att Leçi skulle lämna Albanien för den allsvenska klubben Kalmar FF med vilka han undertecknat ett treårs-kontrakt. Karriären i Sverige fick dock en svår start då Leçi efter att under försäsongen ha skadat sig sedan inte spelade en enda match i vare sig cup- eller seriespel under säsongen.
Inte heller under säsongen 2012 hade Leçi någon lycka med sig på planen. Efter noll gjorda allsvenska matcher fick han under hösten inget nytt kontrakt med Kalmar FF. I december samma år blev han dock klar för en ny klubb - Landskrona BoIS i Superettan.

## Matchfixning
I oktober 2013 stängde Landskrona BoIS av Leçi och lagkamraten Bill Halvorsen från vidare spel; detta med misstankar om att spelarna mutats till att påverka lagets matchresultat negativt. 
I oktober 2014 sändes ett reportage i Uppdrag granskning, där Leçi inför en dold kamera erkänner sin inblandning i matchfixning, såväl i Sverige som i Norge. Leçi berättade öppet och till synes ogenerat för programmets reporter, som utgav sig för att vara en affärsmän som ville tjäna pengar på betting, och sade sig ha kontakter i klubbar på högsta nivå.

## Meriter

### I klubblag
KS Besa Kavajë
- Albansk cupmästare 2010